# Накамура Хокуто
Хокуто Накамура (яп. 中村 北斗, нар. 10 липня 1985, Нагасакі) — японський футболіст, захисник клубу «В-Варен Нагасакі».
Виступав, зокрема, за клуби «Авіспа Фукуока» та «Токіо».

## Ігрова кар'єра
Народився 10 липня 1985 року в місті Нагасакі. Вихованець футбольної команди вищої школи Кунімі.
У дорослому футболі дебютував 2004 року виступами за команду клубу «Авіспа Фукуока», в якій провів п'ять сезонів, взявши участь у 105 матчах чемпіонату.  Більшість часу, проведеного у складі «Авіспа Фукуока», був основним гравцем захисту команди.
Своєю грою за цю команду привернув увагу представників тренерського штабу клубу «Токіо», до складу якого приєднався 2009 року. Відіграв за токійську команду наступні п'ять сезонів своєї ігрової кар'єри.
Згодом з 2014 по 2017 рік грав у складі команд клубів «Омія Ардія» та «Авіспа Фукуока».
До складу клубу «В-Варен Нагасакі» приєднався на початку 2018 року.

## Виступи за збірну
2005 року залучався до складу молодіжної збірної Японії. У її складі був учасником молодіжного чемпіонату світу 2005 року.

## Титули і досягнення
- Володар Кубка Джей-ліги (1):

«Токіо»: 2009
- Володар Кубка Імператора Японії (1):

«Токіо»: 2011
- Володар Кубка банку Суруга (1):

«Токіо»: 2010